# Escuela Secundaria Mang'u
La Escuela Secundaria Mang'u (en inglés: Mang'u High School) es una escuela nacional católica en el país africano de Kenia, establecida en 1925, está situada en el condado de Kiambu a lo largo de la Autopista Nairobi-Thika a seis kilómetros de Thika, Kenia. Mang'u High School está clasificado entre las mejores escuelas de todo el país ya que posee un Certificado de Educación Secundaria y tiene muchos exalumnos eminentes entre ellos un presidente de Kenia y varios vicepresidentes.